# オットー・シリー
オットー・ゲオルク・シリー（Otto Georg Schily、1932年7月20日‐）は、ドイツの政治家、弁護士。1998年 - 2005年、ゲアハルト・シュレーダー内閣で内務大臣を務めた。

## 経歴

### 緑の党からSPDへ
ノルトライン＝ヴェストファーレン州ボーフム生まれ。父親は高炉技術者。家族はアントロポゾフィーを信奉していた。第二次世界大戦中はガルミッシュ＝パルテンキルヒェンに疎開。ミュンヘン大学、ハンブルク大学、ベルリン自由大学で法学と政治学を学び、1962年に国家司法試験合格。1963年に弁護士資格取得。在学中ドイツ社会主義学生同盟に参加、学生運動の指導者ルディ・ドゥチュケと友人になる。そのためドイツ赤軍メンバーの弁護を担当することが多かった。アンドレアス・バーダーらが獄中で「自殺」したときは国家による暗殺ではないかと疑問を持ち、その解剖に立ち会った。

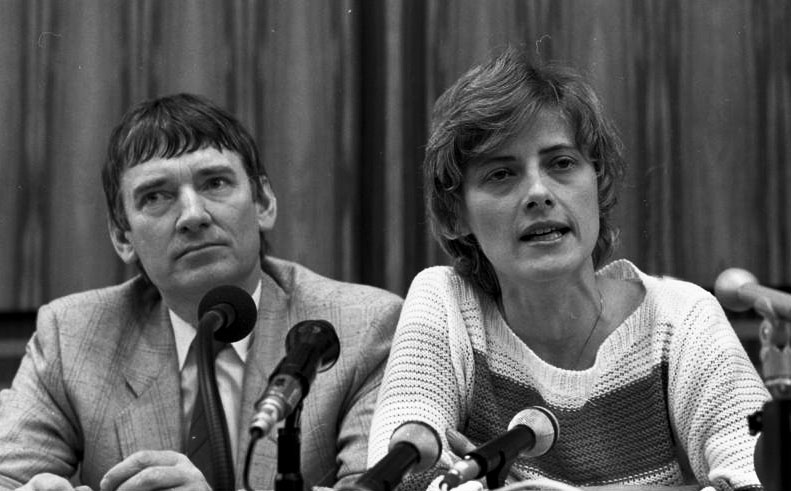
ペトラ・ケリー（右）と連邦議会選挙直後の記者会見に臨むシリー（1983年）

1980年、緑の党の共同設立者の一人となり、急進派の一人として知られるようになる。1981年に西ベルリン市議会選挙に出馬するが落選。1983年のドイツ連邦議会選挙で初当選、ヨシュカ・フィッシャーらと共に緑の党最初の国会議員の一人となり、緑の党連邦議員団に所属。この頃には現実派となり、社会民主党 (SPD) との連立を模索した。当時緑の党は連邦議会の議席を党員で持ち回りする党規だったため、1986年に比例名簿上の他の党員が繰り上げられたのと入れ替わる形で議員を辞職。翌1987年の連邦議会選挙で再選された。
1989年、緑の党代表に立候補するが落選、党内抗争に敗れ、議席を保持したままSPDに鞍替えする。1990年の連邦議会選挙でSPDから出馬し当選。1993 - 94年、ドイツ連邦議会の信託調査委員会委員長。1994 - 1998年、SPD副幹事長。1998年 - 2002年、連邦議会内務・法務委員会委員代理、2005年から同外交委員会委員。

### 連邦内務大臣
1998年9月27日に行われた連邦議会選挙で SPD と同盟90/緑の党の連立政権が成立すると、シリーは内務大臣に指名され、10月27日に就任した。彼の在任中、2001年9月11日にアメリカ同時多発テロ事件が発生し世界的にテロへの不安が広がる中、治安維持強化のための法案制定の責任者となった。彼が打ち出した多数の法案は、彼と同名の通信販売会社 Otto にかけて「オットー・カタログ」とマスコミに呼ばれた。2001年には極右政党のドイツ国家民主党 (NPD) を禁止する法案を提出したが、法案が連邦憲法裁判所に違憲と裁定され、撤回に追い込まれた。また内相として生体認証パスポートの導入を進め、2005年10月から発行が始まった。在任中に急速に進んだインターネットの普及に対応して、ハッカーやインターネット犯罪に対処する計画を発表し、連邦情報保安局に担当させることになっている。2002 FIFAワールドカップの際はフーリガン対策で日本の警察に協力、ドイツ代表チームが勝ち進んだ決勝戦に合わせて来日し、シュレーダー首相らと共に観戦した。

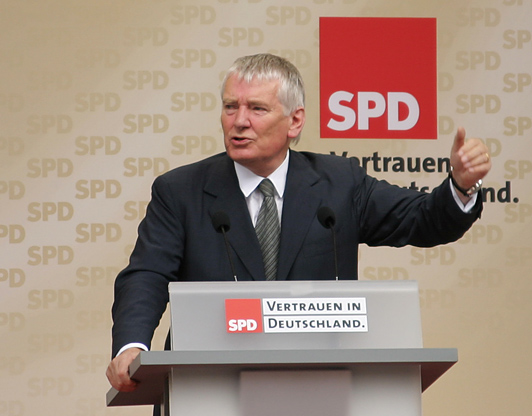
シリー（2005年）

在任中さまざまな疑惑に関係することになった。2005年7月には在キエフ・ドイツ大使館のビザ発給業務に対する不当な政治的圧力をめぐる「ビザ・スキャンダル」の関係者として参考人招致される。同年9月には月刊誌『キケロ』(Cicero) に対する連邦刑事局の捜査が報道の自由を侵害するものとして激しく批判された。さらにアメリカによる対テロ戦争の最中の2003年にアメリカ中央情報局によってアフガニスタンに拉致され収容所で拷問を受け、2004年3月にアルバニアで解放されたレバノン系ドイツ人ハレド・アル・マスリの消息について、駐独アメリカ大使から情報を得ていたにもかかわらず口止めを要請されていたことが後になって判明し、野党のみならず党内からも批判された。これについて、シリーは事後報告で介入のしようがなかったと弁明した。また連邦裁判所に禁止されたオンライン秘密捜査命令に署名していたことも判明し、法学者から「組織的な違憲犯罪行為」と非難されている。
2005年9月の連邦議会でシュレーダー政権の退陣が決まると、10月18日に内相を辞任、アンゲラ・メルケル政権が正式発足した11月22日に離職した。「対テロ戦争、移民流入の制限、個人情報保護などを隠れ蓑に、市民の権利を制限して監視社会を作ろうとしている」と揶揄されるなど、立場上仕方ないとはいえ総じて国民受けが良いほうではなかった。退任後は生体認証の技術を開発する複数の企業の監査役に就任し、癒着ではないかと批判されている。2009年の連邦議会選挙に出馬せず、政界を引退した。

## 表彰・家族
2004年にドイツ連邦共和国功労勲章大功労十字章を受章。2度目の結婚で二女をもうける。弟コンラートも政治家であり、シリーが内相を退任する契機となった2005年の連邦議会に、野党の自由民主党 (FDP) から出馬し、当選している。